# Amilcare Zanella
Amilcare Zanella   (Monticelli d'Ongina, 26 de setembre de 1873 - Pesaro, 9 de gener de 1949) fou un compositor, pianista, pedagog i director italià.
Als catorze anys ja dirigia la banda del seu poble nadiu. A Cremona fou el seu mestre Emilio Andreotti i Ficcarelli en el Conservatori de Parma. En acabar els estudis Marino Mancinelli el portà a Amèrica del Sud, com a mestre concertador i director, donant-se a conèixer allà com a concertista de piano. Tornat a Itàlia, el 1903 fou nomenat director del Reial Conservatori de Parma, i el 1905 succeint a Pietro Mascagni ho fou del Liceo Musicale Rossini de Pesaro, on un dels seus alumnes destacats fou Ferdinando Lodovico Lunghi.
Com a compositor ocupa un lloc distingit entre els músics del seu país, devent-se mencionar entre les seves obres:
- uns Simfonia;
- el poema simfònic Vita;
- una Fantasia é fugato sinfonico per a piano i orquestra;
- un Trio;
- un Quartet;
- un Quintet, i algunes obres de cambra;
- Les òperes Aura, escrita pel cinquentenari de la alliberació de la ciutat del domini dels Estats Pontificis, Adolfo; Ossana; I due sergenti; Aeternitas; La sulamita...